# Абрамов, Виктор Эммануилович
Виктор Эммануилович Абрамов (род. 10 мая 1947, Ленинград) — пианист, музыкальный педагог, заслуженный артист КАССР (1991) и РФ (1998). Профессор (2000).

## Биография
Родился 10 мая 1947 года в Ленинграде. Учился в Ленинградском музыкальном училище имени М. П. Мусоргского, затем поступил в Ленинградскую государственную консерваторию, которую окончил с отличием в 1970 году, после чего в 1976 году окончил аспирантуру Ленинградской государственной консерватории им. Н.А. Римского-Корсакова по специальности «фортепиано». С 1970 года работал преподавателем кафедры спец. фортепиано в Петрозаводском филиале Ленинградской государственной консерватории. В 1982 и 1989 годах проходил стажировку Московской консерватории им. П.И. Чайковского.

## Сочинения
- К разработке проблем фортепианной техники в совр. педагогике // Актуальные вопросы советского музыкознания и музыкальной педагогики. Петрозаводск, 1987
- Прелюдия и фуга до минор Д. Шостаковича // Вопросы истории и теории фортепианного исполнительства. Петрозаводск, 1998
- Слово о композиторе и его музыке // Вавилов Г. Соната для фортепиано № 15 «Век ХХ». СПб., 2000.